# Harvey Sacks
Harvey Sacks (* 1935; † 14. November 1975) war ein US-amerikanischer Soziologe, der starken Einfluss auf die Ethnomethodologie hatte.

## Leben
Sacks machte 1955 einen Bachelor-Abschluss an der Columbia University und erwarb 1959 den Bachelor of Laws an der Yale Law School. 1966 wurde er an der University of California, Berkeley im Fach Soziologie zum Ph.D. promoviert. Er lehrte als Professor für Soziologie erst an der University of California, Los Angeles und dann an der University of California, Irvine.
1975 verstarb er nach einem Autounfall.

## Wissenschaftliche Arbeit
Sacks war für Soziologie und Linguistik wegweisend und führte die ersten konversationsanalytischen Studien durch, die statt vereinfachender Modellierung das Phänomen „tatsächlich gesprochener Sprache“ (natürlich auftretender Interaktion) im Detail untersuchten. Trotz seines frühen Todes bei einem Autounfall 1975 und der zu Lebzeiten kaum vorangetriebenen Publikationsarbeit sind er und seine Konzeptionen federführend und einflussreich in der Soziologie und Sozialpsychologie. Nur wenige seiner Arbeiten sind ins Deutsche übersetzt worden.
Sein heute verfügbares Hauptwerk besteht mehrheitlich aus Mitschriften seiner Vorlesungen und spärlichen, einzeln aus dem literarischen Nachlass freigegebenen Artikeln. Eine Ausnahme bildet das wegweisende Simplest systematics for the organisation of turn-taking in conversation, das er zusammen mit seinen ehemaligen Schülern Gail Jefferson und seinem jetzigen Nachlassverwalter Emanuel Schegloff verfasst hat.